# Walker Mill
Walker Mill és una concentració de població designada pel cens dels Estats Units a l'estat de Maryland. Segons el cens del 2000 tenia 11.104 habitants.

## Demografia
Segons el cens del 2000, Walker Mill tenia 11.104 habitants, 3.976 habitatges, i 2.985 famílies. La densitat de població era de 1.361 habitants per km².
Dels 3.976 habitatges en un 37,9% hi vivien nens de menys de 18 anys, en un 34,4% hi vivien parelles casades, en un 34,7% dones solteres, i en un 24,9% no eren unitats familiars. En el 20,7% dels habitatges hi vivien persones soles el 3,4% de les quals corresponia a persones de 65 anys o més que vivien soles. El nombre mitjà de persones vivint en cada habitatge era de 2,78 i el nombre mitjà de persones que vivien en cada família era de 3,18.
Per edats la població es repartia de la següent manera: un 30,9% tenia menys de 18 anys, un 9% entre 18 i 24, un 29,6% entre 25 i 44, un 23,2% de 45 a 60 i un 7,3% 65 anys o més.
L'edat mediana era de 32 anys. Per cada 100 dones de 18 o més anys hi havia 70,5 homes.
La renda mediana per habitatge era de 49.276 $ i la renda mediana per família de 51.052 $. Els homes tenien una renda mediana de 35.473 $ mentre que les dones 31.281 $. La renda per capita de la població era de 19.340 $. Entorn del 8,8% de les famílies i l'11,5% de la població estaven per davall del llindar de pobresa.

## Poblacions més properes
El següent diagrama mostra les poblacions més properes.